# Ivindo
Der Ivindo ist ein Fluss in Gabun und Grenzfluss zu Kamerun und zur Republik Kongo. Er ist der wichtigste Nebenfluss des Ogooué.

## Lauf und Mündung
Der Ivindo entspringt im Nordosten Gabuns in der Provinz Woleu-Ntem. Hier wird er als Aïna (Ayina) bezeichnet. Er fließt zunächst in nördliche Richtung, um an der Grenze zu Kamerun nach Osten abzudrehen.
Er fließt weiter Richtung Osten, bevor er erneut seine Richtung nach Süden ändert. Bald darauf bildet er bis zur Einmündung der Djoua die Grenze zwischen Gabun und der Republik Kongo. Noch auf der Grenze zur Republik Kongo wechselt er in einem engen Flusstal zwischen den Misseke und den Kokamegue Mountains seinen Namen in Ivindo. Unterhalb von Makokou, der einzigen großen Stadt am Ivindo, fließt er über einen Wasserfall in eine tiefe Schlucht. Der Fluss durchquert den neu gegründeten Nationalpark Ivindo, ein Gebiet reich an exotischer Flora und Fauna, Vögeln und Säugetieren, das im Juli 2021 von der UNESCO zum Weltnaturerbe erklärt wurde. Der Ivindo mündet später in den 1200 km langen Fluss Ogooué.
Das Einzugsgebiet des Ivindo erstreckt sich vom Nordosten Gabuns bis in den Südwesten. Dabei führt sein Flusslauf durch eine der wildesten und schönsten Regenwaldregionen Afrikas. Außerdem finden sich hier einige der größten Wasserfälle Zentralafrikas wie z. B. der Mingouli-Wasserfall.

## Hydrometrie
Die Abflussmenge des Ivindo wurde zwischen den Jahren 1965 und 1974 in Lao-Lao bei etwa 3/4 des Einzugsgebietes in m³/s gemessen.
- Diagrammdaten:
- Definition |
- Rohdaten |
- Hilfe

## Geschichte
Der Ivindo wurde unterhalb von Makokou erstmals während einer Wildwasser-Expedition im Jahre 1998 befahren. Dies war eine Gruppe von Leuten aus Jackson Hole (Wyoming), die aus Chris Guier, Bruce Hayse, Louise Lasley, Marilyn Olsen, Rick Sievers und Howie Wolke bestand. Die Expedition entdeckte vier beeindruckende Wasserfälle: den Kongue-, den Mingouli-, den Tsengue- und den Leledei-Wasserfall sowie einen unbenannten bzw. unbeschrieben Wasserfall zwischen Mingouli und Tsengue Leledei, der wahrscheinlich der schönste von allen ist. Es existieren viele Wildwasser-Streckenabschnitte und die Uferregionen waren besetzt von unerschrockenen Elefanten und anderen Tieren.

## Nebenflüsse
- Lele
- Karangoua

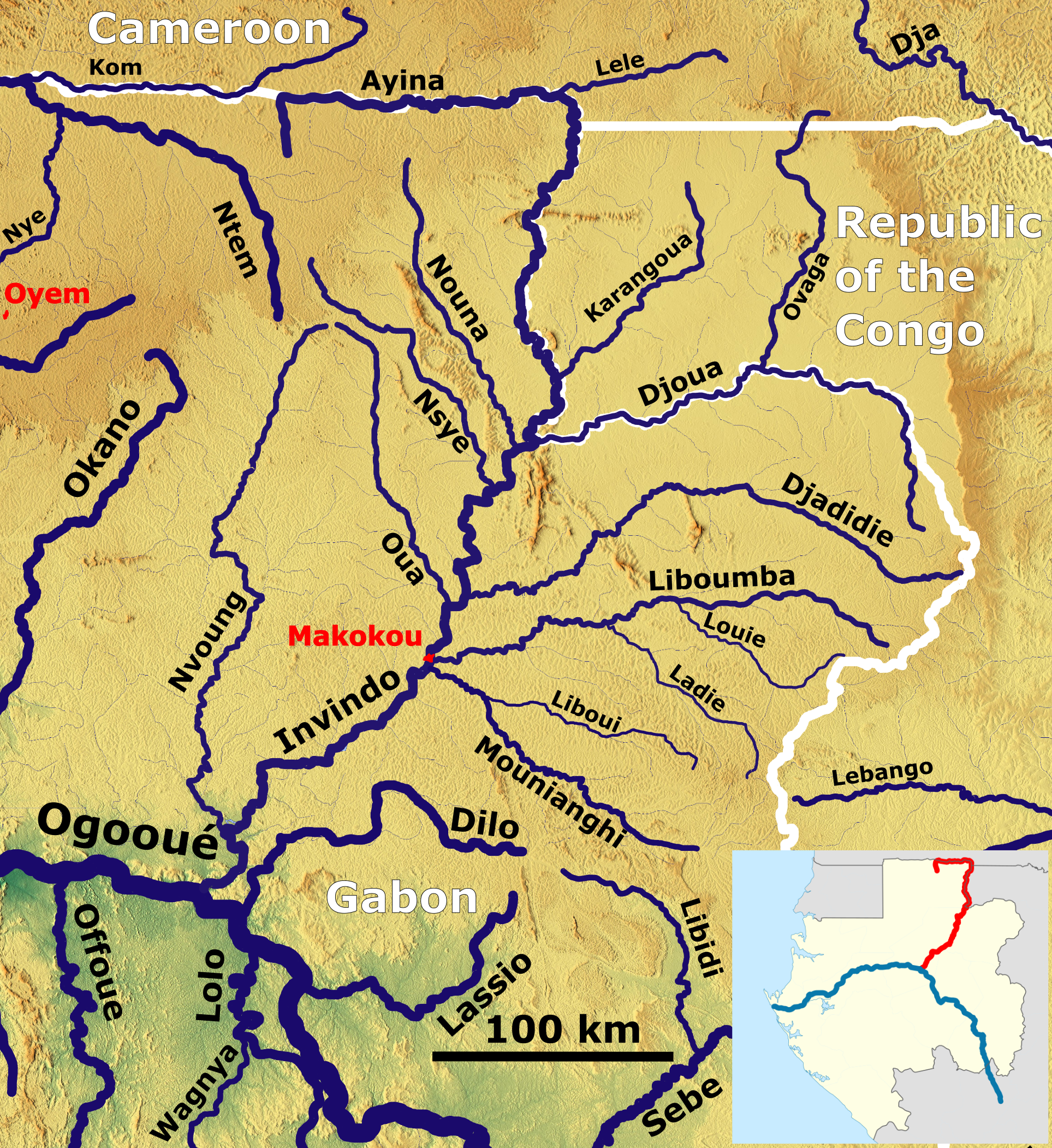
Verlauf des Ivindo (rot) mit seinen Nebenflüssen

- Djoua (Djouab), der gleichzeitig die natürliche Grenze zwischen Gabun und Republik Kongo darstellt
- Nouna
- Nsye
- Djadidié (Djadie), der durch Mekambo fließt
- Oua
- Liboumba (Libumba), mit den Nebenflüssen Louie und Ladie
- Mounianghi, Nebenfluss Liboui
- Mvoung (Nvoung, Mvung), der durch Ovan fließt; Hauptnebenfluss ist der Kuye

## Verkehr
- Die Trans-Gabun-Eisenbahn führt am Zusammenfluss von Ivindo und Ogowe über zwei Brücken.
- Große Gebiete um den Ivindo genießen heute Nationalpark-Status.